# Abernathy, Texas
Abernathy este un oraș din statul Texas, comitatele Hale și Lubbock. Populația la recensământul din 2010 era de 2,805.

## Școli
Școala independentă districtuală din Abernathy are o școală primară, gimnaziu și liceu,cu o înscriere pe cartier la nivel de 768 de elevi.
1. ↑  2010 U.S. Gazetteer Files, accesat în 9 iulie 2020